# Pinto, Madrid

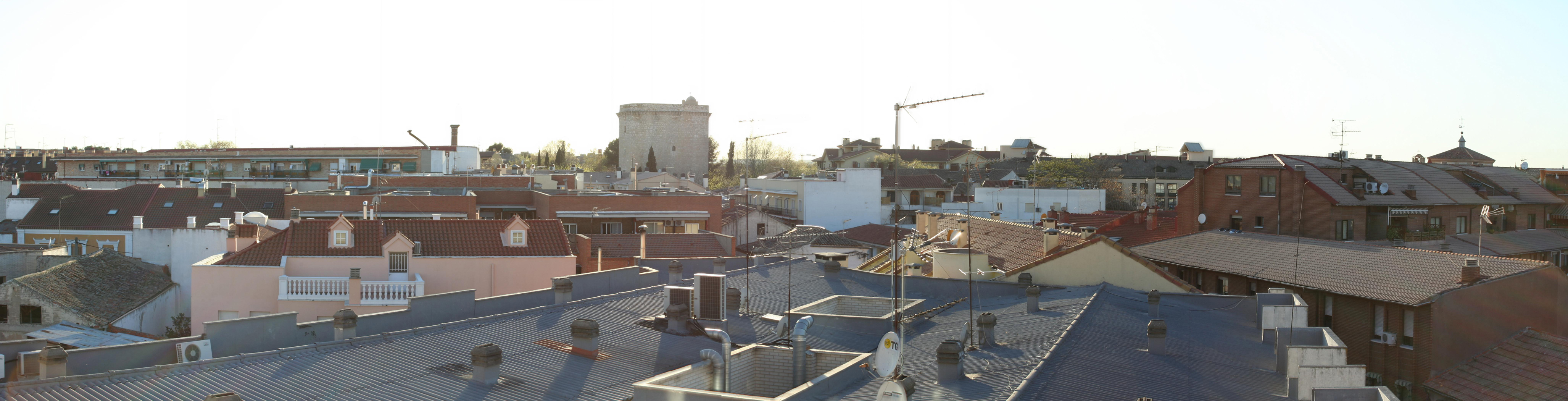

Pinto là một đô thị trong Cộng đồng Madrid, Tây Ban Nha. Đô thị Torrejón de Velasco có diện tích 62,7 km², dân số theo điều tra năm 2010 của Viện thống kê quốc gia Tây Ban Nha là 44.524 người. Đô thị Torrejón de Velasco nằm ở khu vực có độ cao 604 mét trên mực nước biển. Khoảng cách thị xã so với Madrid là 62,7 km.